# Гаврило Лесновски
Свети Гаврило Лесновски је био хришћански подвижник са Балкана из 10. века.

## Биографија
Гаврило Лесновски је рођен у Осичком Пољу (Осичи) код Криве Паланке у 10. веку. Као једино дете богатих родитеља добио је сву пажњу и омогућено му је најбоље образовање. Када је одрастао, оженио се девојком царског рода која је убрзо умрла.
Био је балкански Словен, друг Прохора Пчињског и Јована Рилског. Подвизавао се у X веку код Кратова на гори Лесновској, где је саградио храм светом Архангелу Михаилу и био игуман истог, са многобројним братством које му је убрзо пришло. Био је чудотворац и за живота и по смрти. Садашњи храм на том месту подигао је војвода цара Душана Јован Оливер.
О преподобном Гаврилу постоје три житија. Прво Житије написао је 1330. године монах Станислав у Лесновском манастиру. Вероватно је то скраћени препис неког ранијег житија. Друга два житија потичу из 15. и 16. века и пружају више појединости о Гаврилу. Она наводе да су трновски патријарх и бугарски цар Јован Шишман (1371—1391) пренели мошти преподобног Гаврила Лесновског у храм Дванаест апостола, близу цркве Јована Рилског, где се и данас налазе. Свети Гаврил је преминуо крајем 10. века.
Српска православна црква слави га 15. јануара по црквеном, а 28. јануара по грегоријанском календару. Његов лик сачуван је на фрескама у манастирима Лесново, Пећка патријаршија, Грачаница, Ораховица и Журча код Битоља.